# Monday Creek
Der Monday Creek ist ein 43,5 km langer linker Nebenfluss der Hocking River im südöstlichen US-Bundesstaat Ohio. Der Abfluss erfolgt über den Hocking River, Ohio River und Mississippi River in den Golf von Mexiko. Der Monday Creek gehört zum Flusssystem des Mississippi River und entwässert ein Gebiet von 300 km². Der Fluss entspringt rund drei Kilometer nördlich der Ortschaft Shawnee im südlichen Perry County und fließt danach in südlicher Richtung durch das Hocking und das Athens County und mündet drei Kilometer südöstlich von Nelsonville in den Hocking River. Die wichtigsten Nebenflüsse des Monday Creeks sind der 23 km lange Little Monday Creek und der 17 km lange Snow Fork. 87 % des Einzugsgebiets bestehen aus Wald, gefolgt von Ackerland und Viehweiden mit fünf Prozent und Feuchtgebieten mit zwei Prozent, während rund ein Prozent bebaut ist und fünf Prozent vom Tagebau genutzt werden.
Die Adena waren die ersten bekannten Bewohner der Region um etwa 1000 v. Chr. Im 18. Jahrhundert lebten hier Indianer vom Stamm der Lenni Lenape, Shawnee und Wyandot. Die ersten weißen Siedlungen entstanden um 1774. Der Legende nach benannten europäische Einwanderer den Fluss nach dem Wochentag, an dem sie ihn entdeckten. Die Ohio Company erwarb das gesamte Land innerhalb des Einzugsgebiets in den Jahren 1787 und 1792. Der aggressive Abbau der natürlichen Ressourcen, darunter Kohle, Holz, Salz, Eisenerz und Ton, von der Mitte des 19. bis ins späte 20. Jahrhundert hinterließ seine Spuren. Im Verlauf des Amerikanischen Bürgerkriegs wurde verstärkt Eisen produziert, um die Armee des Nordens zu versorgen. Mehr als 89 % des Waldbestands am Monday Creek wurde bis 1889 abgeholzt und erst ab 1935 mit der Einrichtung des Wayne National Forest wieder aufgeforstet. Der Abbau von Salzvorkommen begann im 19. Jahrhundert, der Höhepunkt der Tonziegel-Produktion wurde im frühen 20. Jahrhundert erreicht und die Förderung von Öl und Erdgas begann im Jahr 1909. Die ersten Kohlebergwerke entstanden um 1860 und wurden 1991 stillgelegt. Der Kohletagebau begann nach dem Zweiten Weltkrieg und endete in den 1970er Jahren. Die Kohleförderung im Einzugsgebiet des Monday Creeks wurde von der Ohio Environmental Protection Agency (EPA) (Ohio-Umweltschutzbehörde) hauptsächlich für die Verschmutzung des Flusses verantwortlich gemacht, da sie einen hohen Anteil an Phosphor freisetzte. Die Behörde stellte fest, dass der Monday Creek aufgrund der erheblichen Verschmutzung durch saure Grubenwässer unwiederbringlich in dem Umfang verändert wurde, dass kein nennenswertes Leben im Wasser existieren kann. Das Monday Creek Restoration Project (Monday-Creek-Sanierungs-Projekt) wurde 1994 gegründet, um die Wasserqualität im Monday Creek nachhaltig zu verbessern.